# Livistona australis
Livistona australis conocida comúnmente como el palma col (cabbage-tree palm) se encuentra en la familia Arecaceae.  

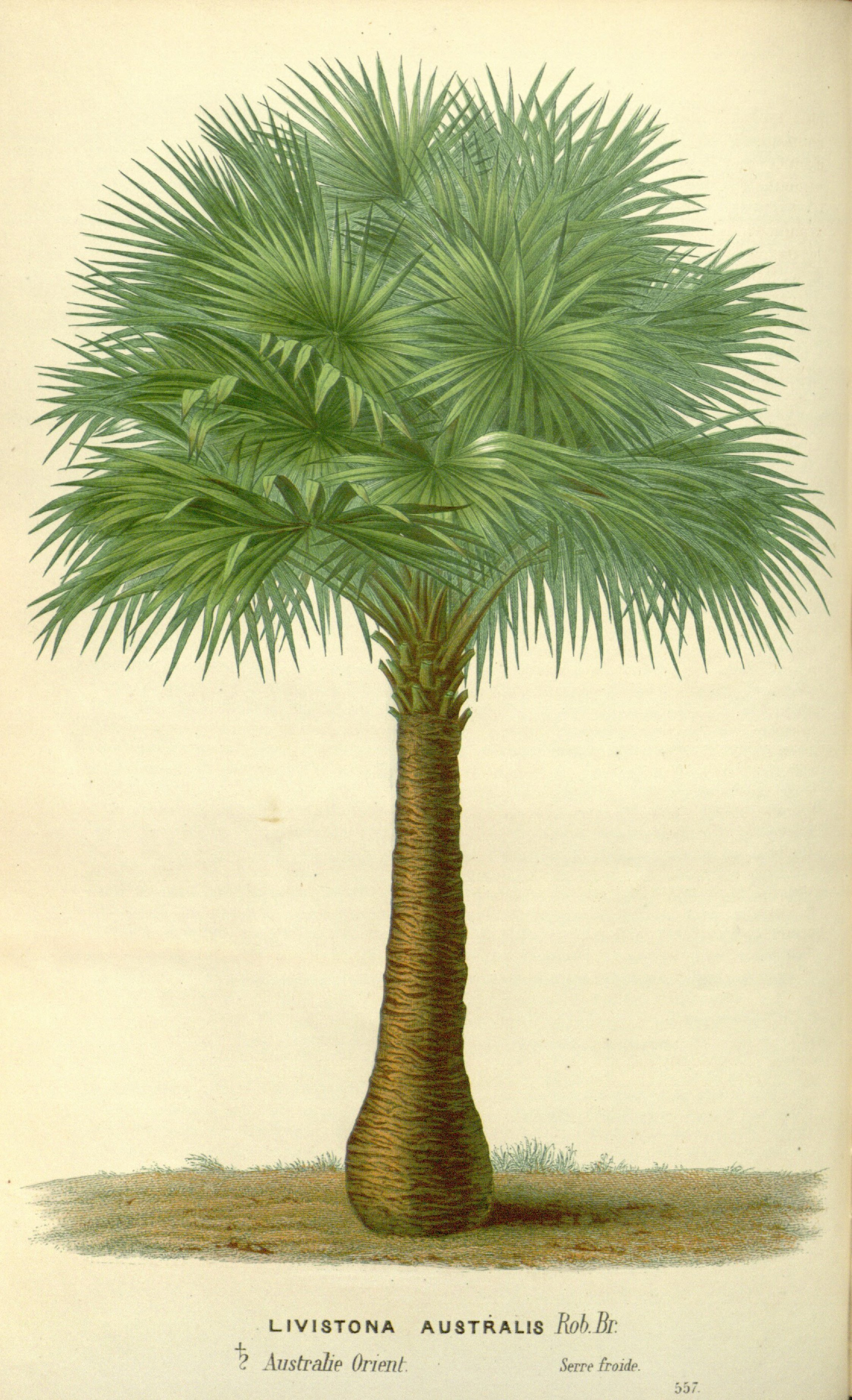
Ilustración

## Descripción
Es una palma alta y delgada nativa de Australia, que crece hasta 25 m de altura y  0.35 m de diámetro.  Está coronada con hojas oscuras y brillantes en pecíolos de 2 m de largo. Tiene hojas plegadas como un abanico; las hojas jóvenes son pequeñas. En verano da espigas florales con ramitos de flores blancas cremosas.

## Distribución y hábitat
La mayor parte de estas plantas se encuentran en bosques abiertos húmedos, con frecuencia en sitios pantanosos o cerca del mar. Está ampliamente distribuida a lo largo de la costa de Nueva Gales del Sur y se extiende al norte hasta Queensland y hacia el sur hasta el este de Victoria, creciendo más al sur que cualquier otra palma nativa australiana.

## Cultivo
La palma col crece mejor en suelos húmedos y ricos en material orgánica, próspera tanto en posiciones sombreadas y bien iluminadas.  También es tolerante a la sal, heladas y al viento, con poblaciones desarrollándose a lo largo de la costa de Australia desde Quensland a Victoria. El bosquecillo más austral se encuentra cerca Cabbage Tree Creek (Arroyo de los Árboles Col) a 30 km al este de Orbost, Victoria (37° S). 
La reproducción es por medio del fruto. Al principio el fruto es rojo y después se pone negro, entonces es cuando está listo para ser pelado y plantado.

## Taxonomía
El género fue descrito por (R.Br.) Mart. y publicado en Historia Naturalis Palmarum 3: 241. 1838.
Etimología
Livistona: nombre genérico otorgado en honor de Patrick Murray, Barón Livingstone, quien construyó un jardín en su finca de Livingstone, al oeste de Edimburgo, Escocia, en la última parte del siglo XVII.
australis: epíteto latino que significa "del sur".
Sinonimia
- Corypha australis R.Br., Prodr.: 267 (1810).[5]